# بلاندفيل
بلاندفيل (بالإنجليزية: Blandville, Kentucky)‏ هي مدينة تقع في مقاطعة بالارد، كنتاكي بولاية كنتاكي في وسط جنوب شرق الولايات المتحدة. تبلغ مساحة هذه المدينة 0.5 (كم²)، وترتفع عن سطح البحر 141 م، بلغ عدد سكانها 90 نسمة في عام 2010 حسب إحصاء مكتب تعداد الولايات المتحدة وتصل الكثافة السكانية فيها 166.4 نسمة/كم2.

## وصلات خارجية
- The US50 - Cities and Towns in Kentucky State